# Accroche-toi, y'a du vent !
Accroche-toi, y'a du vent ! est un film français réalisé par Bernard Roland et sorti en 1962.

## Fiche technique
- Réalisation : Bernard Roland
- Scénario : Luigi Radici
- Dialogues : Sandro Valetti
- Photographie : Alfio Contini
- Musique : Henri Salvador
- Décors : Gianni Pulidori
- Montage : Cinquini
- Production : Paris-Elysée et Rodier Cinematografica
- Genre : comédie
- Date de sortie :
  - France : 6 mars 1962

## Distribution
- Memmo Carotenuto : Sam Pestalozzo
- Henri Salvador : Gregg
- Francis Blanche : le commissaire
- Valeria Fabrizi : Moritana
- Nello Appodia

## Production
Le film est tourné dans les Pyrénées-Orientales durant l'été 1961.